# ЈАМ ресторан
РесторанЈам (Just a Maestro) био је смештен у Улици кнез Милетина 25 у Београду. Године 2021. је увршћен у гастро понуду Мишленовог водича.

## Историјат
Године 2021. је објављен Мишленов водич за Београд. Првобитно је увршћено 14 локала који су смештени широм Београда. Ниједан није добио Мишленову звездицу, али их је 12 добило препоруке Мишленових инспректора.
Наћи се на Мишленовој мапи је велика част за сваки ресторан. Београд је показао да је дестинација на светској мапи гастрономске понуде. Мишленови признање означава квалитет и аутентичност кулинарства за целокупну туристичко-угоститељску понуду. Ти ресторани су видљивији и већа је препознатљивост и квалитет хране у тим ресторанима.